# 티커 테이프

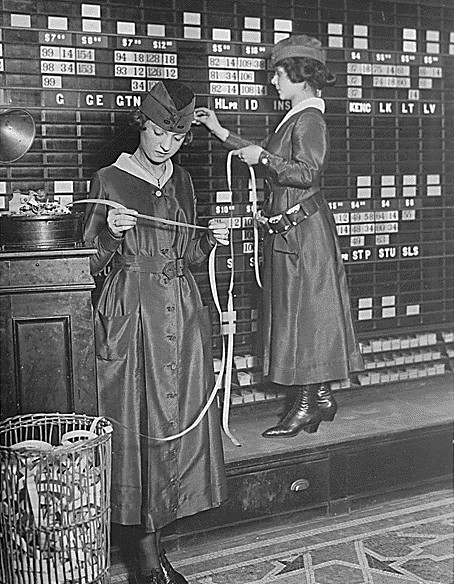
티커 테이프를 보는 모습, 1918년

티커 테이프(ticker tape)는 가장 초기의 전기로 동작하는 금융 전문 통신 매체로, 전신선을 통해 주식 가격 정보를 전송했으며, 1870년경부터 1970년까지 사용되었다. 이는 주식 티커라고 불리는 기계를 통과하는 종이 스트립으로 구성되었는데, 이 기계는 약어로 된 회사 이름을 알파벳 기호로 인쇄하고 그 뒤에 숫자로 된 주식 거래 가격 및 거래량 정보를 인쇄했다. "티커"라는 용어는 기계가 인쇄할 때 내는 소리에서 유래했다.
티커 테이프는 거래소의 정보를 지리적 거리에 걸쳐 지속적으로 동시에 중계함으로써 금융 시장에 혁명을 일으켰다. 텔레비전과 컴퓨터가 금융 정보 전달에 점점 더 많이 사용되면서 1960년대에 종이 티커 테이프는 구식이 되었다. 그러나 주식 티커의 개념은 증권 중개인의 사무실 벽과 뉴스 및 금융 텔레비전 채널에서 볼 수 있는 스크롤되는 전자 티커 형태로 계속 이어지고 있다.
티커 테이프 주식 가격 전신은 1867년에 미국 전신회사의 직원이었고 후에 ADT를 설립한 에드워드 A. 캘러핸이 발명했다.

## 역사

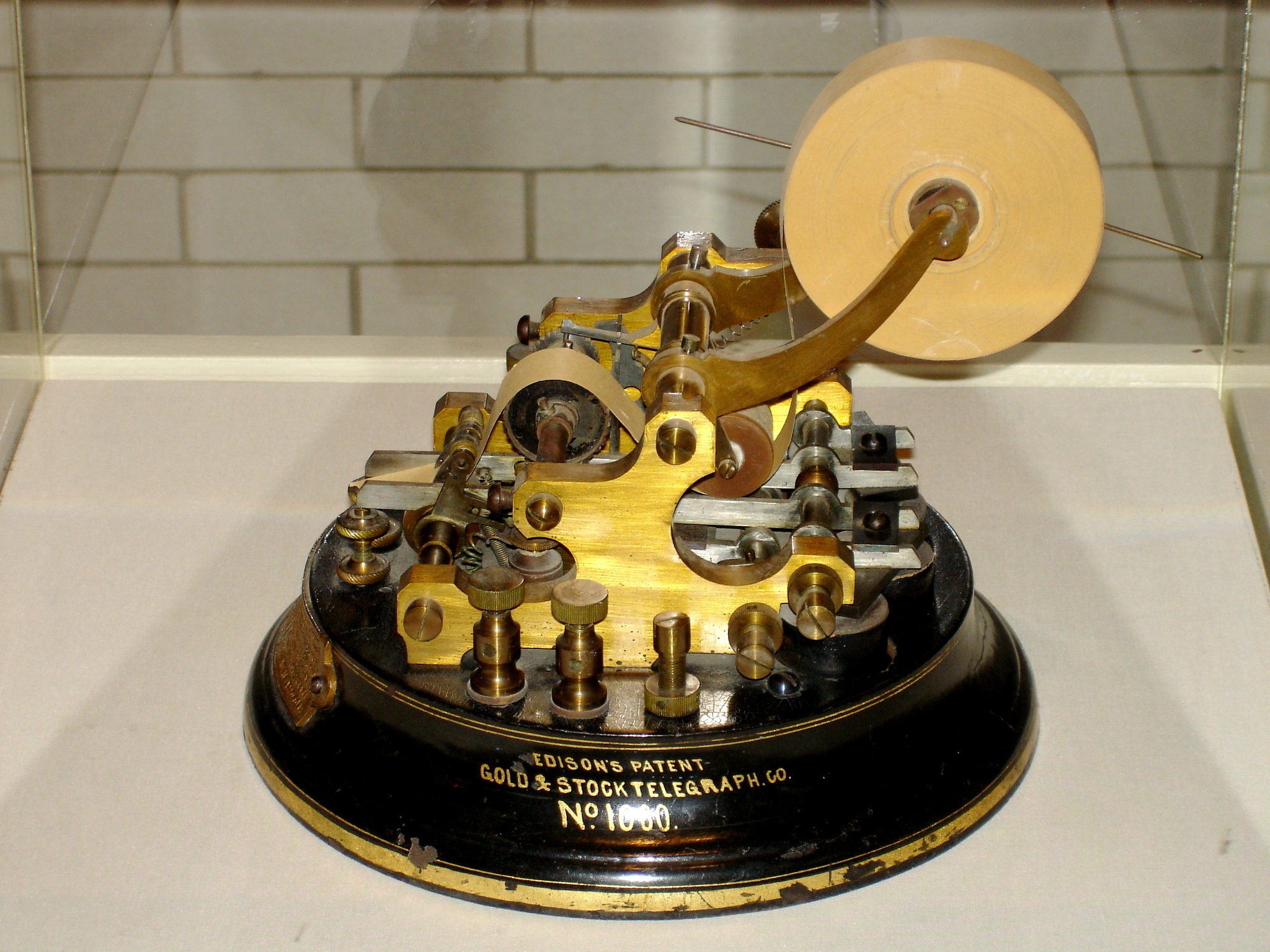
에디슨 금 & 주식 티커

전신 인쇄 시스템은 1846년 로열 얼 하우스에 의해 발명되었지만, 초기 모델은 취약하고 손으로 크랭크하여 전력을 공급해야 했으며, 발신자와 수신자 간의 동기화가 자주 어긋났고, 광범위한 상업적 사용에서 대중화되지 않았다. 데이비드 E. 휴즈는 1856년에 시계추 동력으로 전신 인쇄 디자인을 개선했으며, 그의 디자인은 1858년 조지 M. 펠프스가 재동기화 시스템을 고안하면서 더욱 개선되어 상업적 사용에 적합하게 되었다. 전신 인쇄기를 사용하는 최초의 주식 가격 티커 시스템은 1863년 에드워드 A. 캘러핸이 발명했으며, 그는 1867년 11월 15일 뉴욕 시에서 그의 장치를 공개했다. 초기 버전의 주식 티커는 전신선을 통해 주식 가격("호가")을 장거리로 전달하는 최초의 기계적 수단을 제공했다. 초기에는 티커가 모스 부호와 동일한 기호를 메시지 전달 수단으로 사용했다. 1869년 토머스 에디슨이 개발한 가장 실용적인 초기 주식 티커 기계 중 하나인 유니버설 주식 티커는 초당 약 1자 인쇄 속도로 알파벳 문자를 사용했다.
이전에는 주식 가격이 서면 또는 구두 메시지를 통해 수동으로 전달되었다. 개별 호가의 유효 기간이 매우 짧기 때문에 일반적으로 장거리로 전송되지 않았다. 대신 일반적으로 하루치의 집계 요약이 전송되었다. 티커에 의해 제공된 속도 증가는 더 빠르고 정확한 판매를 가능하게 했다. 티커는 지속적으로 실행되었기 때문에 가격이 변경될 때마다 주식 가격 업데이트가 훨씬 빠르게 효과를 발휘했으며 거래는 더 시간 민감한 문제가 되었다. 처음으로 현재 거의 실시간으로 생각되는 방식으로 거래가 이루어졌다.
1880년대까지 뉴욕 은행가 및 중개인의 사무실에는 약 천 대의 주식 티커가 설치되었다. 1890년, 거래소 회원들은 뉴욕 쿼테이션 컴퍼니를 설립하기로 합의하고, 가격 및 거래량 활동 보고의 정확성을 보장하기 위해 다른 모든 티커 회사를 인수했다.

## 기술

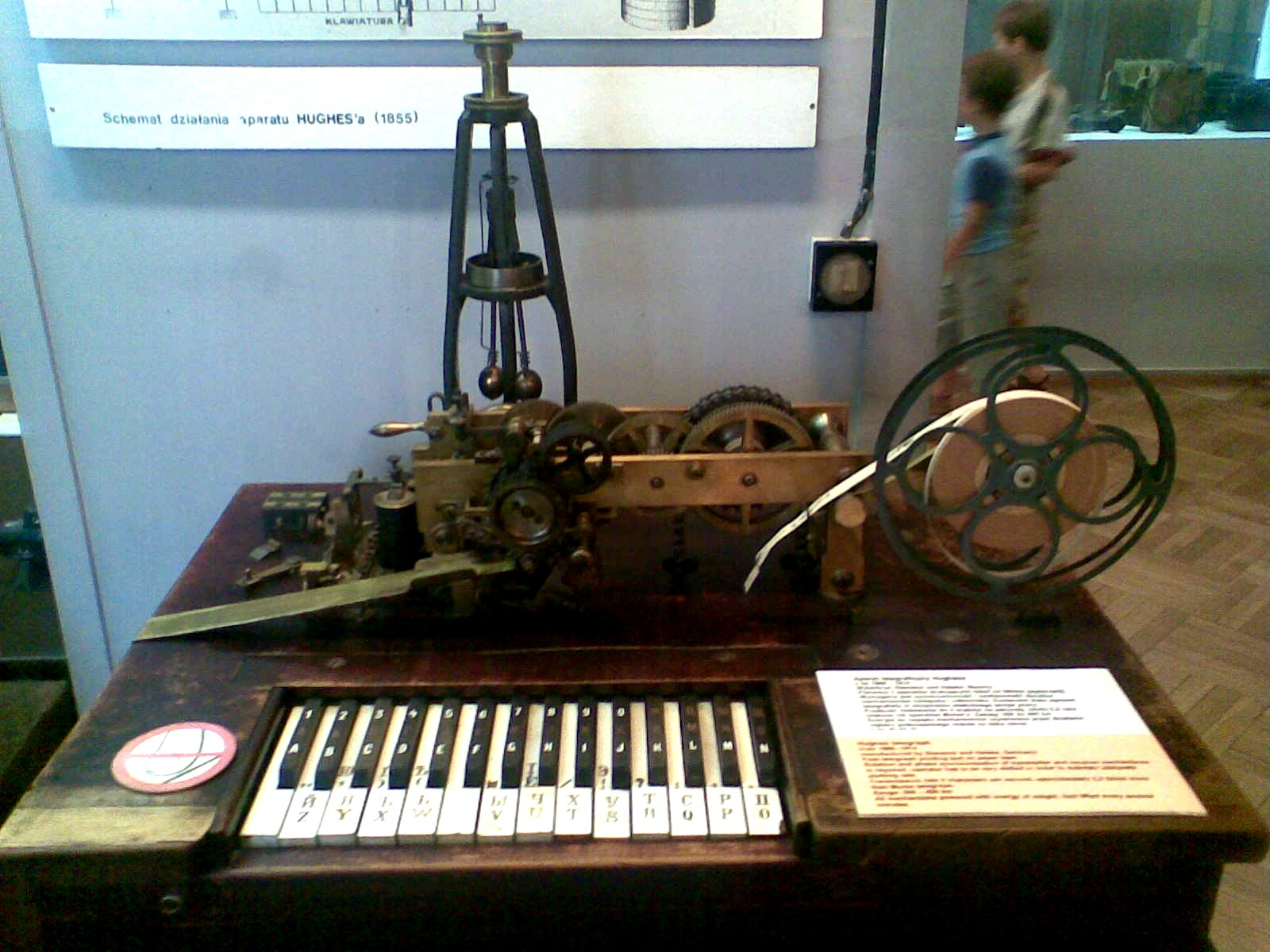
휴즈 전신 (1866–1914) 송신기 키보드로 전신선을 통해 텍스트를 보내 종이 테이프에 텍스트로 인쇄한다. 독일 지멘스 제조; 범위: 300–400 km

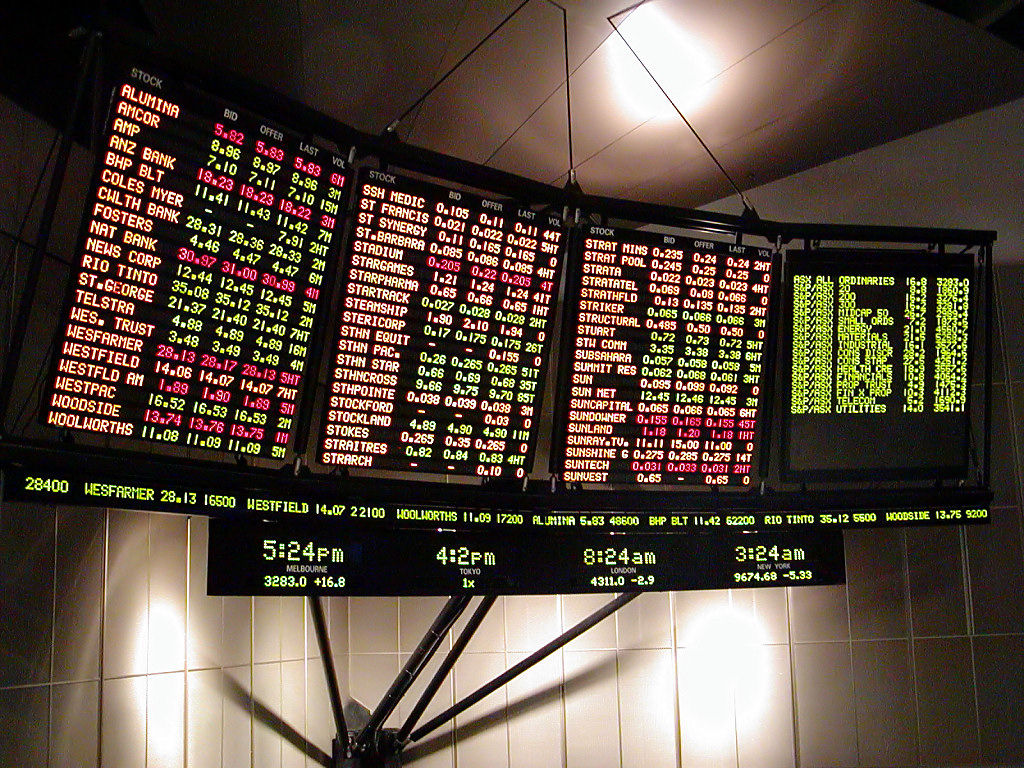
오스트레일리아 증권거래소 거래층에서 보이는 티커 모니터는 티커 테이프를 모방하지만 다른 방식을 사용한다.

주식 티커 기계는 현대 컴퓨터 프린터의 조상이며, 전신선을 통해 인쇄 장치로 텍스트를 전송하는 첫 번째 응용 프로그램 중 하나이며, 전신 기술을 기반으로 한다. 이는 당시 새로 발명된 전신 기계의 기술을 사용했으며, 출력물이 모스 부호의 점과 대시 대신 읽을 수 있는 텍스트라는 장점이 있었다. 티커 기계로의 전신선 연결의 반대쪽 끝에는 전신선을 통해 작동하도록 설계된 특별한 타자기가 사용되었다. 타자기에 입력된 텍스트는 연결의 반대쪽 끝에 있는 티커 기계에 표시되었다.
기계는 일련의 티커 심볼(보통 회사 이름의 약어 형태)을 인쇄하고 그 뒤에 해당 회사의 주식 가격에 대한 간략한 정보를 인쇄했다. 이들이 인쇄된 얇은 종이 스트립을 티커 테이프라고 불렀다. "티커"라는 단어는 기계가 인쇄하는 동안 내는 독특한 두드리는 (또는 똑딱거리는) 소리에서 유래했다. 전신선에 흐르는 펄스는 올바른 기호에 도달하고 인쇄될 때까지 문자 바퀴를 한 단계씩 돌렸다. 일반적인 32개 기호 문자 바퀴는 다음 문자를 인쇄하기까지 평균 15단계 회전해야 하므로 인쇄 속도가 초당 1자로 매우 느렸다. 1883년에는 티커 송신기 키보드가 피아노 건반과 유사하여 검은색 키는 글자를, 흰색 키는 숫자와 분수를 나타냈으며, 연결된 티커 테이프 인쇄기에 있는 두 개의 회전하는 타입 휠에 해당했다.
더 새롭고 효율적인 티커가 1930년대에 출시되었지만, 이 새롭고 더 나은 티커도 약 15~20분의 지연 시간을 가졌다. 티커 기계는 1960년대에 컴퓨터 망으로 대체되어 구식이 되었다. 수십 년 동안 사용을 위한 제조는 이루어지지 않았다. 그러나 적어도 한 모델의 작동 가능한 복제품이 현재 박물관 및 수집가를 위해 제조되고 있다.
원래 기계의 이름을 딴 모의 티커 표시는 여전히 텔레비전 뉴스 채널과 일부 웹사이트의 표시 부분으로 존재한다. 뉴스 티커를 참조하라. 가장 유명한 야외 표시 중 하나는 뉴욕 시의 원 타임스 스퀘어에 위치한 "지퍼"라고 불리는 스크롤링 마퀴 형태의 모의 티커이다.
과거와 현재의 티커 테이프는 일반적으로 동일한 정보를 포함한다. 티커 심볼은 회사를 식별하는 데 사용되는 고유한 문자 집합이다. 거래된 주식 수는 인용되는 거래의 거래량이다. 거래 가격은 특정 거래의 주당 가격을 나타낸다. 변화 방향은 주식이 이전 거래보다 높게 거래되는지 낮게 거래되는지를 보여주는 시각적 단서이며, 따라서 하락(downtick) 및 상승(uptick)이라는 용어가 사용된다. 변화량은 이전 날 종가와의 가격 차이를 나타낸다. 오늘날 많은 티커는 주식이 이전 날보다 높게 거래되는지(녹색), 낮게 거래되는지(빨간색), 또는 변경되지 않았는지(파란색 또는 흰색)를 나타내기 위해 색상을 포함한다.

## 기타 사용

### 야구
야구 초기에는 전자 스코어보드가 없던 시절, 수동 스코어 기록원은 리그 주변의 최신 점수를 얻기 위해 티커를 사용했다. 오늘날에는 컴퓨터와 전자 스코어보드가 수동 스코어보드와 티커를 대체했다.

### 행진

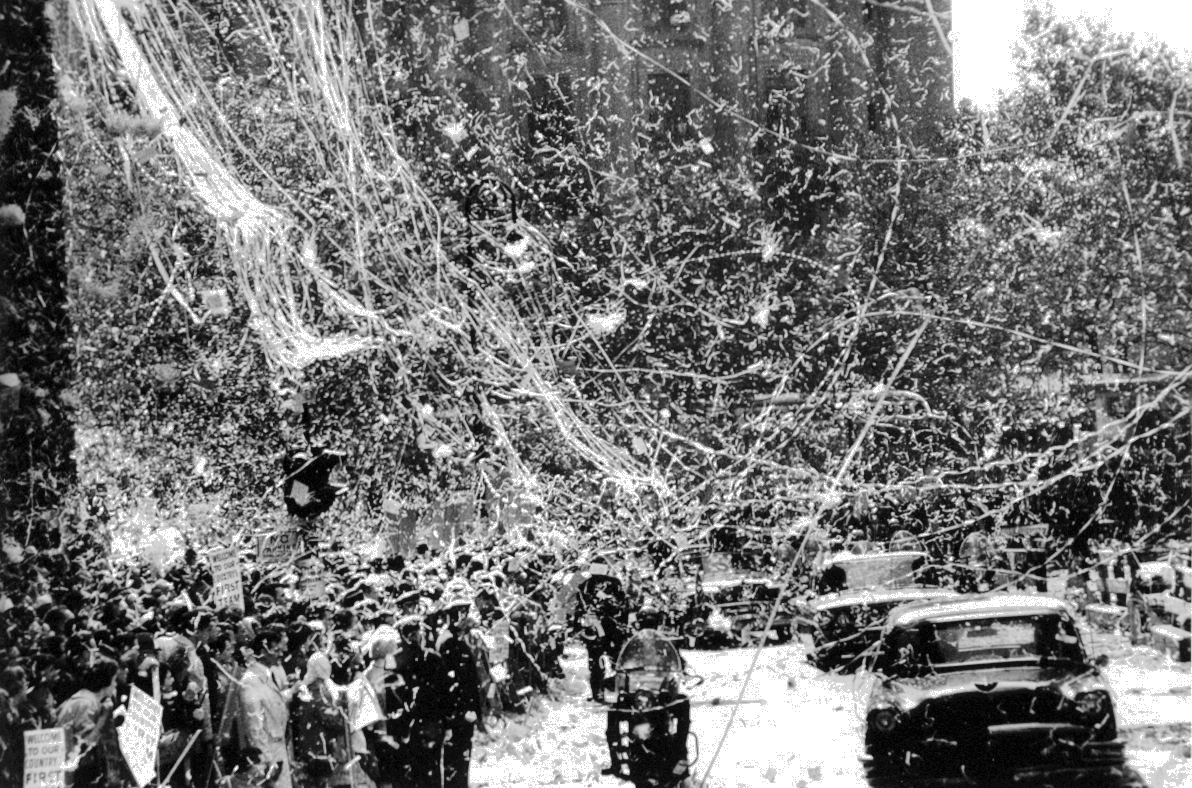
1960년 대통령 후보 리처드 닉슨을 위한 뉴욕 시 티커 테이프 퍼레이드. 긴 스트리머는 티커 테이프 전체 스풀이다.

사용된 티커 테이프는 종종 컨페티로 재활용되어, 특히 맨해튼 남부에서 행진 위 창문에서 조각으로 잘리거나 전체 스풀로 던져졌다. 이는 티커 테이프 퍼레이드로 알려졌다. 티커 테이프 퍼레이드는 일반적으로 제1차 세계 대전 및 제2차 세계 대전의 종식 또는 초기 우주비행사 중 한 명의 무사 귀환과 같은 중요한 행사를 축하했다.
티커 테이프 퍼레이드는 여전히 뉴욕에서, 특히 맨해튼의 "영웅의 협곡"에서 개최되며, 대부분 지역 스포츠 팀이 우승했을 때 열린다. 그러나 이러한 퍼레이드 중에는 더 이상 실제 티커 테이프가 사용되지 않는다. 종종 문서 세단기에서 나온 종이 조각이 편리한 컨페티 소스로 사용된다.

### 예술
티커 테이프는 직조 예술가 도로시 리베스의 일부 특이한 예술 직물에도 포함되었다.

## 같이 보기
- 천공 테이프
- 가입전신
- 전신타자기